# Князь-Владимирский собор (Удомля)
Владимирский -собор — православный храм в городе Удомля Тверской области, второй кафедральный собор Бежецкой епархии Русской православной церкви и главный храм Удомельского благочиния.

## История
Собор был построен в начале 2000-х годов. Первая литургия в нём состоялась 12 апреля 2003 года, а 8 июля 2004 года архиепископ Тверской и Кашинский Виктор совершил чин освящения главного храмового престола.
С 2006 года при соборе работает воскресная школа.
Князь-Владимирский собор — единственный храм в Удомле. До ближайшей действующей церкви Иоанна Богослова, расположенной в бывшем селе Троица, около 6 км.